# Al-Qadir
al-Qadir, död 1031, var abbasidernas 25:e kalif. Han var regerade kalif i Abbasidkalifatet mellan 991 och 1031. 